# Георгенберг
Георгенберг (њем. Georgenberg) општина је у њемачкој савезној држави Баварска. Једно је од 38 општинских средишта округа Нојштат ан дер Валднаб. Према процјени из 2010. у општини је живјело 1.422 становника. Посједује регионалну шифру (AGS) 9374123.

## Географски и демографски подаци
Георгенберг се налази у савезној држави Баварска у округу Нојштат ан дер Валднаб. Општина се налази на надморској висини од 600 метара. Површина општине износи 36,8 km². У самом мјесту је, према процјени из 2010. године, живјело 1.422 становника. Просјечна густина становништва износи 39 становника/km².

## Међународна сарадња
| Мјесто | Држава | Врста сарадње | Од    |
| ------ | ------ | ------------- | ----- |
|        | Чешка  | контакт       | 2000. |
| Извор  |        |               |       |